# 都康乡
都康乡，是中华人民共和国广西壮族自治区崇左市天等县下辖的一个乡镇级行政单位。

## 行政区划
都康乡下辖以下地区：
安康村、逐龙村、永隆村、降祥村、教惠村、伏德村、龙布村、多信村、显鲁村和把孔村。